# ブキッ・ビンタン

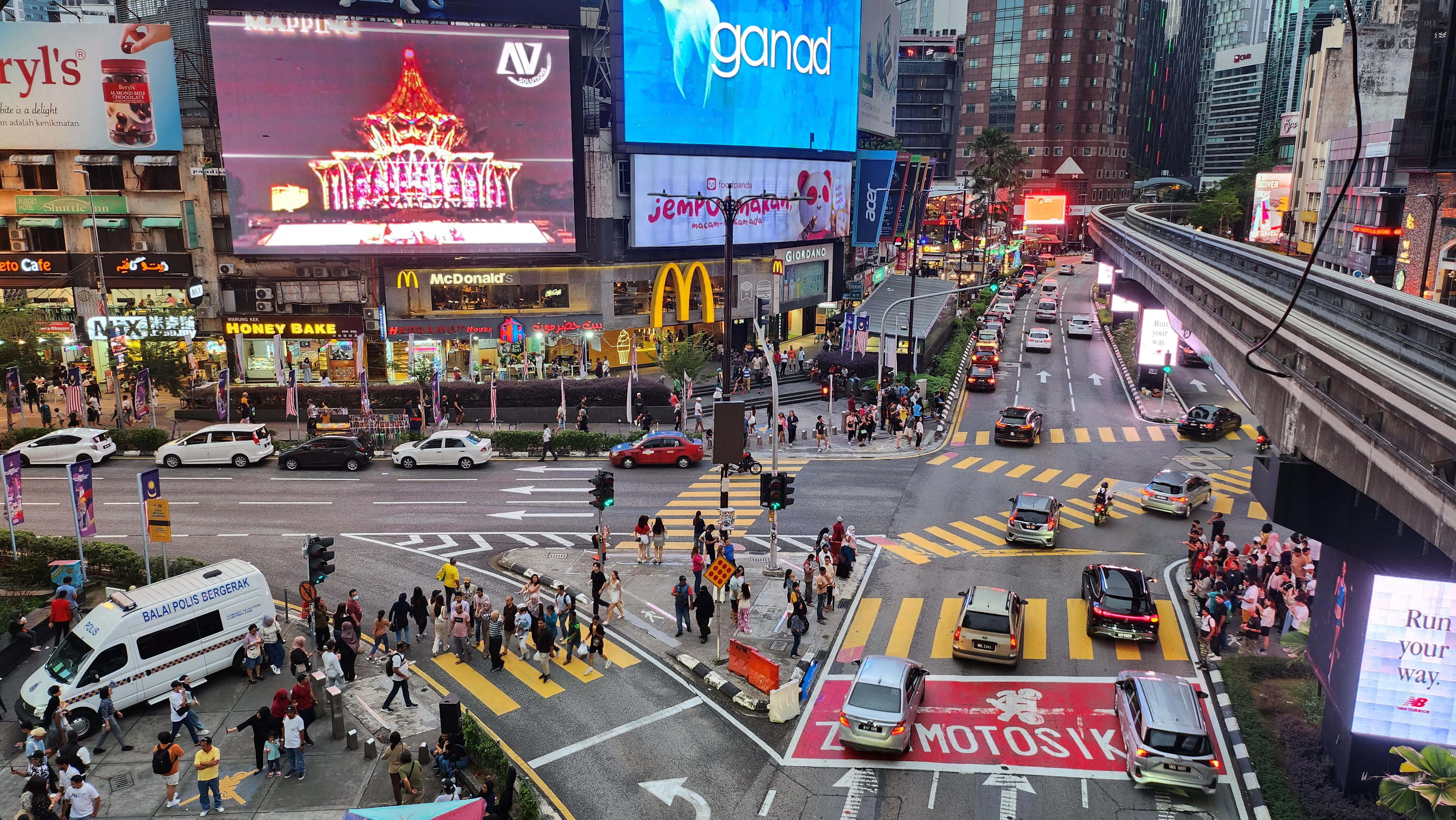
ブキッ・ビンタン(2023年)

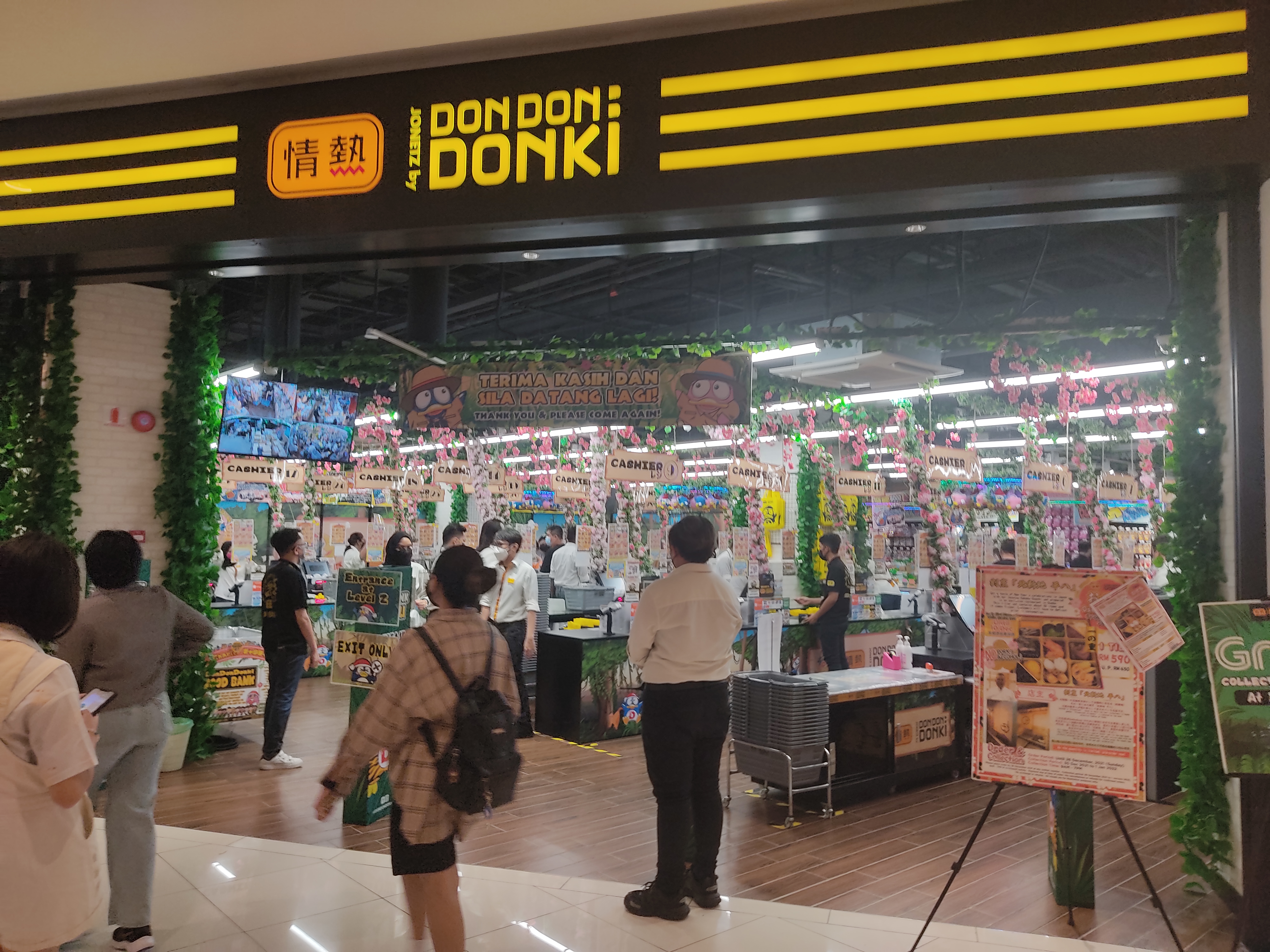
JONETZ by DON DON DONKI Lot10店

ブキッ・ビンタン(マレー語: Bukit Bintang)は、マレーシア・クアラルンプールを代表する中心繁華街エリア、商業地区、娯楽エリアである。ジャラン・ブキッ・ビンタンとジャラン・スルタン・イスマイルが交差するブキッ・ビンタン交差点を軸に広がっている。

## ショッピングモール
- ベルジャヤ・タイムズ・スクウェア
- Lot 10 - JONETZ by DON DON DONKI Lot10店と伊勢丹系のISETAN The Japan Storeがテナントとして入っている。
- スンガイ・ワン・プラザ
- パビリオン・クアラルンプール
- ファーレンハイト88
- Imbi Plaza

## 最寄駅
- KLモノレールのブキッ・ビンタン駅またはインビ駅

## 語源
- マレー語で「Bukit」は丘、「Bintang」は星を表す。

座標: 北緯3度08分48秒 東経101度42分40秒 / 北緯3.14669度 東経101.71119度